# Naciye Sultan
Emine Naciye Sultan (turco ottomano: امینه ناجیه سلطان, lett. "benevola" o "degna di fiducia" e "salvezza" o "libertà"; Istanbul, 25 ottobre 1896 – Istanbul, 4 dicembre 1957) è stata una principessa ottomana, anche nota come Naciye Enver, figlia di Şehzade Selim Süleyman e nipote del sultano Abdülmecid I.

## Origini
Naciye Sultan nacque il 25 ottobre 1896 a Istanbul, nel Palazzo Feriye. Suo padre era Şehzade Selim Süleyman, figlio del sultano ottomano Abdülmecid I. Sua madre era la quarta consorte del padre, Ayşe Tarzıter Hanım. Aveva un fratello minore, Şehzade Mehmed Şerafeddin, e un fratellastro maggiore, Şehzade Mehmed Abdülhalim.
Fino al 1924, la sua famiglia trascorse gli inverni a Palazzo Feriye e le estati a villa Nisbettiye.
Naciye venne istruita in casa. Aynîzâde Tahsin Efendi le insegnò l'alfabeto turco-arabo e quello latino, Hafez Ihsan Efendi e poi Halid Ziya Bey le insegnarono a leggere e a scrivere il turco ottomano, Fraulein Funke, una donna tedesca che in seguito si convertì all'Islam con il nome di Adile Hanim, le insegnò il francese. Naciye prese anche lezioni di violino e pianoforte da Udî Andon, Braun, Lange e Hege. Quest'ultimo era il suo insegnante preferito e uno dei migliori pianisti dell'epoca. 
Naciye era anche molto amata dalla prima consorte del padre, Filişan Hanım. Filişan aiutava Naciye con le lezioni di piano e agì nei suoi confronti e in quelli dei suoi figli come una seconda madre.

## Fidanzamento
Nel 1908 il sultano Abdülhamid II, fratellastro di suo padre, organizzò il matrimonio fra lei e suo figlio Şehzade Abdürrahim Hayri. 
La famiglia di lei, non consultata, era contraria, in particolare il suo fratellastro Şehzade Abdülhalim, perché Naciye aveva solo dodici anni, ma non poté opporsi al sultano e il fidanzamento venne concluso. 
Nel 1909 Abdülhamid II venne deposto e salì al trono Mehmed V, anche lui un fratellastro del padre di Naciye. In quell'anno, Abdülhalim ricevette una lettera che lo minacciava di morte se il fidanzamento di Naciye non fosse stato rotto. La madre di lui, Ikbal Hanim, informò il sultano della cosa, e Mehmed V incaricò il suo segretario, Halid Ziya Uşaklıg, di indagare. Si scoprì che Abdülhalim si era scritto la lettera da solo, nella speranza di impedire il matrimonio della sorella. Malgrado sia stato rimproverato per il suo comportamento, Mehmed V accolse la richiesta e ruppe il fidanzamento, sposando invece Naciye col suo ministro della Guerra Ismail Enver, gradito alla famiglia di lei.

## Primo matrimonio
Una volta rotto il suo fidanzamento, Naciye venne scelta come sposa per Ismail Enver, che aveva quindici anni più di lei, dal sultano Mehmed V e dal Gran Visir Hüseyin Hilmi Pascià, i quali volevano legare Enver, a capo del comitato per l'Unione e il Progresso, alla famiglia imperiale.
Enver venne informato della decisione dal Gran Visir e da sua madre, ma non fu entusiasta: non aveva mai visto Naciye e diffidava sia delle motivazioni politiche di Hüseyin che dell'entusiasmo della madre, dovuto alla prospettiva di avere una principessa Sultana per nuora. Chiese quindi a un amico fidato, Ahmed Rıza Pasha, di indagare: quanto lui le parlò della bellezza, dell'educazione e della dote di Naciye, si lasciò convincere a sposarla. Il fidanzamento venne finalizzato nell'aprile 1909, per procura, essendo Enver a Berlino.
I due si sposarono il 15 maggio 1911 nel Palazzo Dolmabahçe. Il rito fu celebrato da Şeyhülislam Musa Kazım Efendi. L'impiegato capo del sultano Halid Ziya Bey sostituì Naciye e i suoi testimoni furono il direttore della cucina imperiale Galib Bey e il medico personale del sultano Hacı Ahmed Bey, mentre il ministro della guerra Mahmud Şevket Pasha sostituì Enver e i suoi testimoni furono l'aiutante di campo del sultano Binbaşı Re'fet Bey e ciambellano delle porte imperiali Ahsan Bey. Il matrimonio venne consumato circa tre anni dopo, il 5 marzo 1914, nel Palazzo Nişantaşı. Alla coppia venne assegnata come residenza uno dei palazzi di Kuruçeşme.
Il matrimonio sembra essere stato molto felice e insieme ebbero due figlie e un figlio: Mahpeyker Hanımsultan, Türkan Hanımsultan e Sultanzade Ali Bey.
Nel 1920 la famiglia si trasferì a Berlino a causa del lavoro di Enver. Naciye, incinta del terzogenito, e le figlie rimasero in Germania quando Enver, nel 1921, venne mandato nell'URSS. Partorì Sultanzade Ali Bey in assenza del marito, il quale non lo vide mai, essendo morto il 4 agosto 1922 senza poter rientrare dalla Russia.

## Secondo matrimonio
Rimasta vedova, Naciye sposò il fratello minore di Enver, Mehmed Kamil Kalligil. I due si sposarono a Berlino il 30 ottobre 1923.
Nel 1924 la dinastia fu esiliata e Naciye e la sua famiglia si trasferirono a Parigi, dove nacque la loro unica figlia, Rana Hanımsultan.
Nel 1933 si riunì a suo fratello Şehzade Şerafeddin a Nizza, e allo scoppio della seconda guerra mondiale si trasferirono in Svizzera, a Berna. Qui, non sopportando di essere separata dalle figlie, chiese a uno zio, Nuri Pasha, di portargliele, mentre Ali era bloccato a Istanbul, dove studiava, e non poté raggiungerla.
Nel 1943 le due figlie maggiori rientrarono a Istanbul, e nel 1946 Naciye, suo marito e la figlia minore tornarono a Parigi.
Naciye si assicurò che tutti i suoi figli andassero all'università e ricevessero la migliore istruzione. Non poté partecipare ai matrimoni delle due figlie maggiori e del figlio, tenuti a Istanbul, ma riuscì a vedere suo figlio Ali e sua figlia Türkan per due mesi ciascuno quando si recarono rispettivamente a Londra e in Svizzera.
Naciye divorziò dal marito nel 1949 e il 22 settembre dello stesso anno lui chiese e ottenne di poter rientrare in Turchia, avendo rotto i suoi legami con la dinastia, e ottenne la cittadinanza della nuova Repubblica per decreto del Consiglio dei Ministri. Tuttavia, secondo Naciye e altri parenti, fra cui Sabiha Sultan, figlia dell'ultimo sultano ottomano Mehmed VI, il divorzio era solo sulla carta, chiesto al fine di poter ottenere un accesso legale in Turchia. Alla fine, anche Naciye poté rientrare in Turchia e sembra che i due tornarono a vivere insieme.

## Morte
Naciye morì il 4 dicembre 1957 a Nişantaşı, Istanbul, per un cancro al fegato. Venne sepolta con suo padre nel mausoleo Şehzade Ahmed Kemaleddin, nel cimitero Yahya Efendi.

## Discendenza
Da Ismail Enver, suo primo marito, Naciye Sultan ebbe due figlie e un figlio:
- Mahpeyker Hanımsultan (17 maggio 1917 - 3 aprile 2000). Nata e morta in Turchia. Si sposò ed ebbe un figlio.
- Türkan Hanımsultan (4 luglio 1919 - 25 dicembre 1989). Nata e morta in Turchia. Si sposò ed ebbe un figlio.
- Sultanzade Ali Bey (29 settembre 1921 - 2 dicembre 1971). Nato a Berlino e morto in Australia, si sposò due volte ed ebbe una figlia.

Dal suo secondo marito, Mehmed Kamil Killigil, ebbe una figlia:
- Rana Hanımsultan (25 febbraio 1926 - 14 aprile 2008). Nata a Parigi e morta a Istanbul. Il 25 luglio 1949, a Istanbul, sposò Osman Sadi Eldem, da cui ebbe due figlie e un figlio.

## Filantropia
Nel febbraio 1914 Naciye, sua madre e Kamures Kadın, una delle consorti del sultano Mehmed V, parteciparono alla consegna dei diplomi a 27 donne, tutte di alta estrazione sociale, che avevano completato con successo un corso per infermiere organizzato dal "Centro per le donne Hilal-i Ahmer". 
Nell'agosto 1916 venne fondata la "Società per le donne lavoratrici musulmane", con sedi a Istanbul, Pera e Üsküdar. Naciye ne assunse la presidenza e suo marito Enver il patronato. Scopo dell'associazione era sostenere le donne che tentavano di inserirsi nel mondo del lavoro, pur incoraggiandole comunque a sposarsi e avere figli.

## Onorificenze
- Ordine della Casa di Osman[20]
- Ordine della Carità, 1 classe[20]